# Гровпорт (Охајо)
Гровпорт (енгл. Groveport) град је у америчкој савезној држави Охајо.

## Демографија
По попису из 2010. године број становника је 5.363, што је 1.498 (38,8%) становника више него 2000. године.
| Група             | 2000.         | 2010.         |
| Белци             | 3.570 (92,4%) | 4.341 (80,9%) |
| Афроамериканци    | 140 (3,6%)    | 669 (12,5%)   |
| Азијати           | 42 (1,1%)     | 102 (1,9%)    |
| Хиспаноамериканци | 49 (1,3%)     | 120 (2,2%)    |
| Укупно            | 3.865         | 5.363         |